# Шоффур-сюр-Вель
Шоффу́р-сюр-Вель (фр. Chauffour-sur-Vell, окс. Chauç Forn) — коммуна во Франции, находится в регионе Лимузен. Департамент — Коррез. Входит в состав кантона Мейссак. Округ коммуны — Брив-ла-Гайярд.
Код INSEE коммуны — 19050.
Коммуна расположена приблизительно в 430 км к югу от Парижа, в 100 км южнее Лиможа, в 29 км к югу от Тюля.

## Население
Население коммуны на 2008 год составляло 375 человек.
| 1962 | 1968 | 1975 | 1982 | 1990 | 1999 | 2008 |
| ---- | ---- | ---- | ---- | ---- | ---- | ---- |
| 274  | 287  | 297  | 289  | 325  | 320  | 375  |

## Администрация
| Период | Период | Фамилия            | Партия                              | Примечания                              |
| ------ | ------ | ------------------ | ----------------------------------- | --------------------------------------- |
| 1947   | 1989   | Арман Фарж         |                                     |                                         |
| 1989   | 2008   | Анри Сальван       | Союз за народное движение           | фермер, бывший член Генерального совета |
| 2008   |        | Жан-Мари Блавиньяк | Французская коммунистическая партия | учитель                                 |

## Экономика

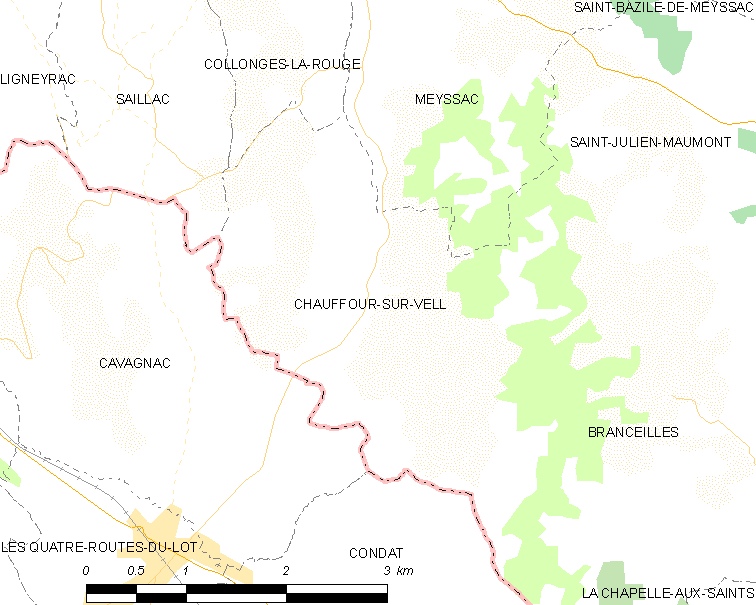
Карта коммуны

В 2007 году среди 240 человек в трудоспособном возрасте (15-64 лет) 159 были экономически активными, 81 — неактивными (показатель активности — 66,3 %, в 1999 году было 70,3 %). Из 159 активных работали 150 человек (78 мужчин и 72 женщины), безработных было 9 (5 мужчин и 4 женщины). Среди 81 неактивных 21 человек были учениками или студентами, 38 — пенсионерами, 22 были неактивными по другим причинам.